# 鴎座
『鷗座』（かもめざ）は、加藤楸邨門下、古沢太穂師系の月刊俳句雑誌。太穂の死を発端とした2001年の『道標』分裂を契機に松田ひろむが創刊。ここでは母体となった『道標』と、その前身となった『沙羅』や戦中についても併せて取り上げる。

## 歴史

### 戦中
1942年、加藤楸邨の『寒雷』同人、古沢太穂が太平洋戦争の最中、横浜在住の「寒雷」、「馬酔木」、「鶴」、「暖流」の句友と始めた雑誌『藤』が源流である。1943年、『藤』は戦時下の言論統制の厳しさと紙不足から13冊で終刊、『椎』と改題、手書きの回覧雑誌とした。『椎』の通巻は不明だが、現存資料で1949年3月号までが確認できる。

### 沙羅
1947年、太穂と同じ「寒雷」の楸邨門下、赤城さかえと、戦後の新たな社会性俳句運動を目指し『沙羅』を創刊。各地のサナトリウムにおける「療養所俳句」やプロレタリアートによる「職場俳句」、飛鳥田一雄の「地域文化会」を中心に集まった。また広く原稿を募り、石田波郷、大野林火、三谷昭、加藤楸邨、石橋辰之助らが執筆している。しかし赤城さかえ自身の結核が悪化したこと、1950年の「レッドパージ」を契機に、古沢太穂は『沙羅』とは別に、自身が組織した神奈川県職場俳句協議会の機関誌『俳句サークル』を母体として翌年、『道標』を創刊させる。

### 道標
1951年、『道標』創刊とともに療養所俳句や職場俳句を詠んでいた若者たち、板垣好樹、岩間清志、望月たけし、松田ひろむ、敷地あきら、石塚真樹らが参加。
また自由律俳句の横山林二や、一時的に回復した赤城さかえ、しばらく後に谷山花猿が加わる。
1955年、古沢太穂が栗林一石路の後任として新俳句人連盟の委員長(のち会長）に就任すると、道標と連盟との関係はより深いものとなる。月刊『俳句人』の編集長は赤城さかえ、岩間清志、板垣好樹、橋本夢道、敷地あきら、谷山花猿と、橋本夢道を除けばすべて道標の同人が起用された。また太穂が顧問に退いた後も石塚真樹、谷山花猿、敷地あきらと会長職を独占した。
当初は他結社との交流も盛んで、1956年から「氷海」の秋元不死男と「横浜俳話会」を、佐藤雀仙人の「雑草」や金子兜太の「海程」、佐藤鬼房の「小熊座」、見學玄の「五季」等と、連盟を通して社会性俳句運動を共にしている。
1967年、赤城さかえ死去。1972年、『沙羅』と合併。新「道標」体制となる。

### 鷗座
2000年、古沢太穂死去。その翌年の2001年、「道標」の「鷗俳句会」を運営していた松田ひろむと岡崎万寿、乗本眞澄ら道標同人の一部が離脱、松田を代表に「平明清新・抒情・生活感覚」をかかげ「鷗座」を創刊する。誌名は鷗俳句会の「鷗」に俳諧の「座」を合わせた造語。『道標』、『鷗座』ともに太穂の師系を名乗り、師系の分裂は2017年まで続いたが、印刷所の閉鎖に伴い「道標」終刊。古沢太穂の師系は16年の時を経て再び一本化された。
2017年、ホテルメトロポリタンで創刊15周年記念祝賀会を開催。日本伝統俳句協会副会長の大久保白村や全国俳誌協会会長、現代俳句協会理事の秋尾敏、世界俳句協会の夏石番矢、俳人協会の岩淵喜代子らが出席した。
代表は現代俳句協会参与、第9回新俳句人連盟賞、第28回現代俳句評論賞受賞の松田ひろむ、編集長は第51回現代俳句全国大会賞受賞の石口榮。副編集長は東京都区現代俳句協会の小髙沙羅・古川塔子、主要同人に日野百草、東京都区創立30周年俳句賞受賞の小平湖、旧華族久我家当主の久我誠通（女優、久我美子の実兄）らがいる。この他に顧問同人に、長谷川ヱミ・宮沢子・柳瀬亜湖・古川塔子。終身会員に倉本岬（前編集長）がいる。同人会長は初代山中蛍火・倉本岬・柳瀬亜湖につづいて小髙沙羅が務めている。歴代の編集長は（初代）倉本岬・（二代目）姉崎蕗子・（現）石口栄である。
結社の賞として同人賞、鷗座賞、新風賞（新人賞）。公募の賞として新樹賞を設けている。

## 関連リンク
- 鷗座俳句会
- 古沢太穂の句碑